# 岡武男
岡 武男（おか たけお、1929年 - ）は、日本の政治家、教育者、マスターズ陸上競技選手。元愛媛県北宇和郡松野町長。瑞宝双光章受章。

## 経歴
北宇和郡松野町生まれ。愛媛師範学校卒業後、教職の道に進み、小学校校長等を歴任。平成の市町村合併の枠組みに関して、北宇和郡広見町・日吉村との3町村での合併協議会を離脱後、松野町内が混乱し、枠組みのあり方が最大の争点となった2004年の町長選挙に、推されて鬼北地域での「小さな合併」を唱え、宇和島市中心の「大きな合併」を唱えた阪本壽明との選挙戦に58票の僅差で勝利し、町長となった。
ただ、町議会は町長派と反町長派に真っ二つに割れ、一時は議長も決まらないなど、議会対策に苦慮した。その後、鬼北町（広見町・日吉村の合併により成立）との合併協議にこぎつけたが、いったんは松野町が合併協議を蹴った後の再加入ということもあって、平成の合併期に愛媛県内の自治体では「対等合併」の名の下に新設合併が選好されたものの、この時は「受け入れてもらう」形になる「編入合併」とならざるを得なかった。また、町内での合併議論の中でのごたごたもあり抱えていた複数の訴訟案件などが鬼北町サイドからの懸念材料として提起されるなど、苦難の協議であった。
鬼北町との合併協議中ではあったが、自身の任期満了に伴う2008年の町長選挙に再び出馬、阪本との再戦となったが、今度は年下の阪本に敗れ、再選ならなかった。なお、このときは、既に、鬼北町との「編入合併」の協議が合併の時期を詰めるまで進んでいたこともあり、阪本・岡両候補共に鬼北町との円滑な合併実現を公約とした選挙戦であった。
政治家活動外では、59歳の頃より健康維持のためにマスターズ陸上競技大会に参加し、愛媛県内でのマスターズ陸上界で名の知れた人物でもある。特に2009年には国際ゴールドマスターズ京都大会及び第30回記念国際・日本マスターズ陸上競技大会において、男子80歳以上の100m競走と200m競走で優勝し、アジアタイ記録を樹立した。2017年には日本スポーツグランプリを受賞している。90歳を越えた2020年現在も県内のマスターズ選手権大会に出場を続け、2020年大会では男子最高齢で短距離種目を走った。
2017年7月 高齢者叙勲により瑞宝双光章を受章。
2021年には東京オリンピックの聖火ランナーを務め、松野町役場前を走った。愛媛県内の聖火ランナーの中では最高齢であった。